# Zile
Zile este un oraș din Turcia.